# Harold Johnson (astronome)
Pour les articles homonymes, voir Johnson et Harold Johnson.
Harold Lester Johnson (17 avril 1921 – 2 avril 1980) est un astronome américain.
Johnson reçoit le prix Helen B. Warner de l'American Astronomical Society en 1956. Il est principalement connu pour l'introduction du système photométrique UBV (appelé également système de Johnson ou de Johnson-Morgan), avec William Wilson Morgan en 1953.
Il meurt d'une attaque cardiaque à Mexico en 1980.